# زندان سیاه‌چال

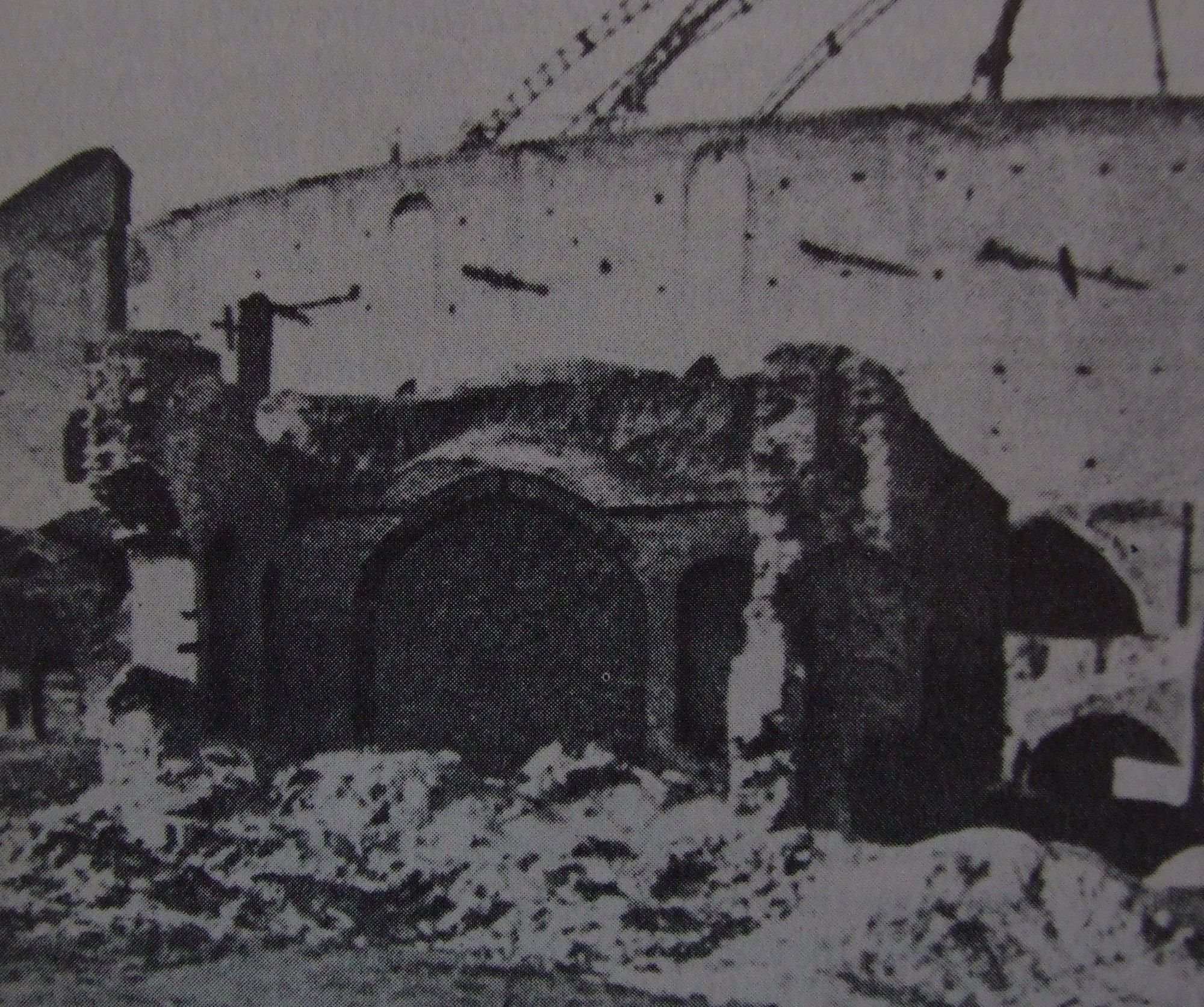
بقایای زندان سیاه‌چال جلوی بنای تکیه دولت

زندان سیاه‌چال، سیاه‌چال یا زندانی بود که در تهران قدیم و در ضلع جنوبی ارگ سلطنتی تهران (کاخ گلستان) و نزدیک سبزه‌میدان جای گرفته بود. این زندان بعدها ویران شد و بر روی آن بنای تکیه دولت ساخته شد. میرزا حسین‌علی نوری (بهاءالله) به مدت چندین ماه در غل و زنجیر در این سیاه‌چال نگه داشته شده بود.